# Porites decasepta
Porites decasepta är en korallart som beskrevs av Claereboudt 2007. Porites decasepta ingår i släktet Porites och familjen Poritidae. IUCN kategoriserar arten globalt som otillräckligt studerad. Inga underarter finns listade i Catalogue of Life.